# ジョアン・アントニ・モレーノ
ジョアン・アントニ・モレーノ（スペイン語: Joan Antoni Moreno, 2000年4月4日 - ）は、スペイン・バレアレス諸島州ポリェンサ出身のカヌースプリント選手（カナディアン）。2024年のパリオリンピックではC-2 500mで銅メダルを獲得した。

## 経歴
2022年にカナダのダートマスで開催されたカヌースプリント世界選手権では、C-4 500 mで優勝した。2023年にドイツのデュイスブルクで開催された世界選手権では、C-1 200 mで2位となり、C-4 500 mで優勝した。
2024年5月にスイスのセゲドで開催されたカヌースプリントワールドカップでは、ディエゴ・ドミンゲスとともに出場したC-2 500mで2位となった。
2024年7月にフランスのパリで開催されたパリオリンピックでは、ディエゴ・ドミンゲスとともに出場したC-2 500mで銅メダルを獲得した。男子スラロームK-1でパウ・エチャニスが銅メダルを、男子K-4 500mでカルロス・アレバロ、サウル・クラビオット、ロドリゴ・ヘルマデ、マルクス・ワルツが銅メダルを獲得しており、スペイン勢はこの大会のカヌー競技で計3個のメダルを獲得した。